# Vosa obecná

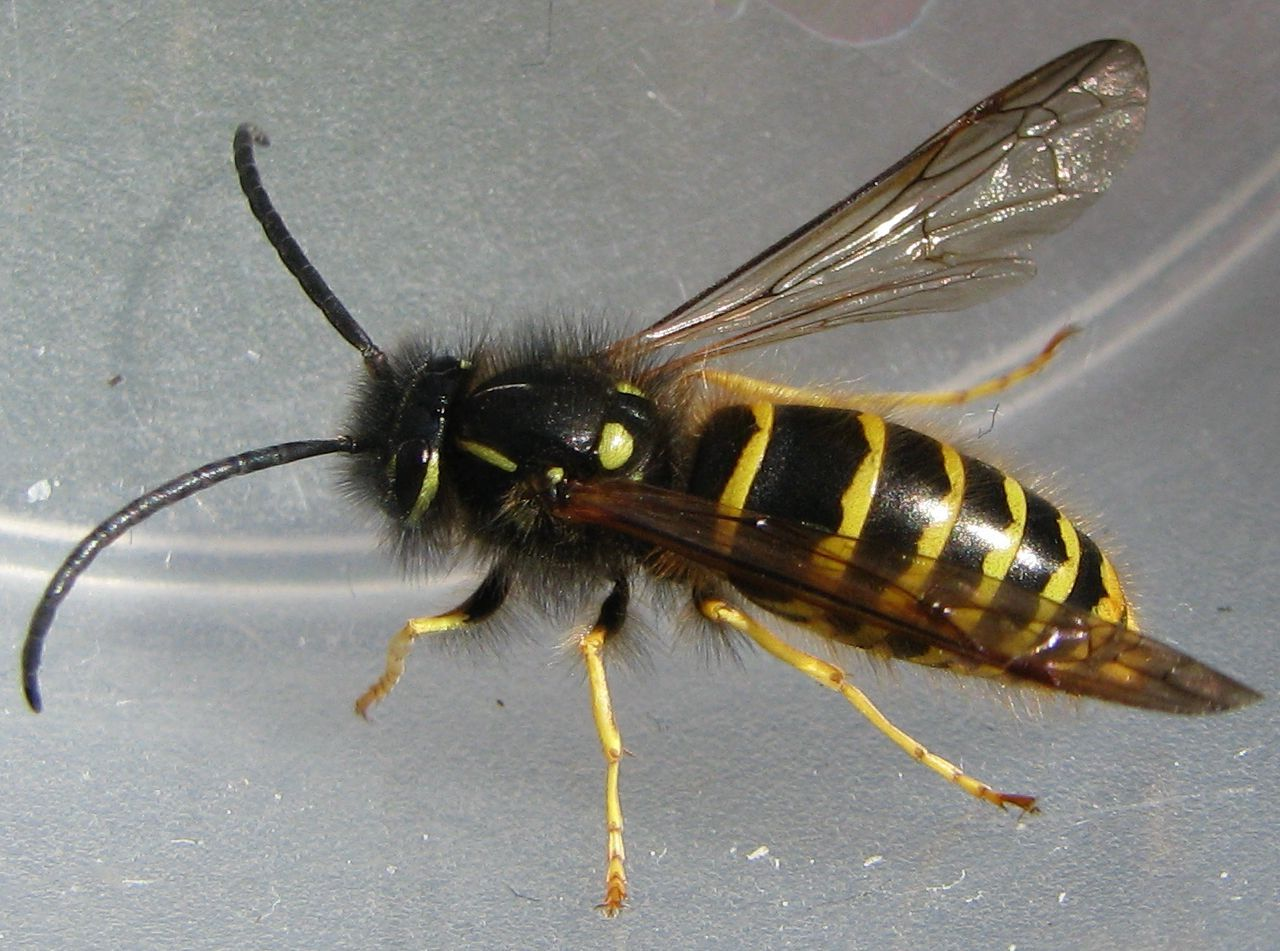
Samec (pozná se podle dlouhých, zahnutých tykadel)

Vosa obecná (Vespula vulgaris) je zástupce společenského blanokřídlého hmyzu z čeledi sršňovitých. Žije v Evropě, mírném a subtropickém pásu Asie a jako invazní druh i v Austrálii, Novém Zélandu a na Havajských ostrovech. Podobně jako včely jsou dělnice i královny vybaveny žihadlem napojeným na jedovou žlázu, na rozdíl od nich však své žihadlo mohou použít opakovaně, neboť není opatřeno zpětnými háčky. Jsou to významní predátoři ostatního hmyzu, zvláště much, a dalších bezobratlých, a opylovači (živí se nektarem).

## Popis
Dělnice dosahují velikosti 11–14 mm, samci 13–17 mm, královny 16–19 mm. Charakteristickým znakem je černo-žlutě pruhovaný zadeček, oddělený tenkou stopkou od rovněž kontrastně zbarvené hrudi. Královny a dělnice mají na rozdíl od vosy útočné na čelním štítku jednu velkou skvrnu, vosa útočná má tři. Nicméně tento rozlišovací znak nemusí být stoprocentní.

## Hnízdění a rozmnožování

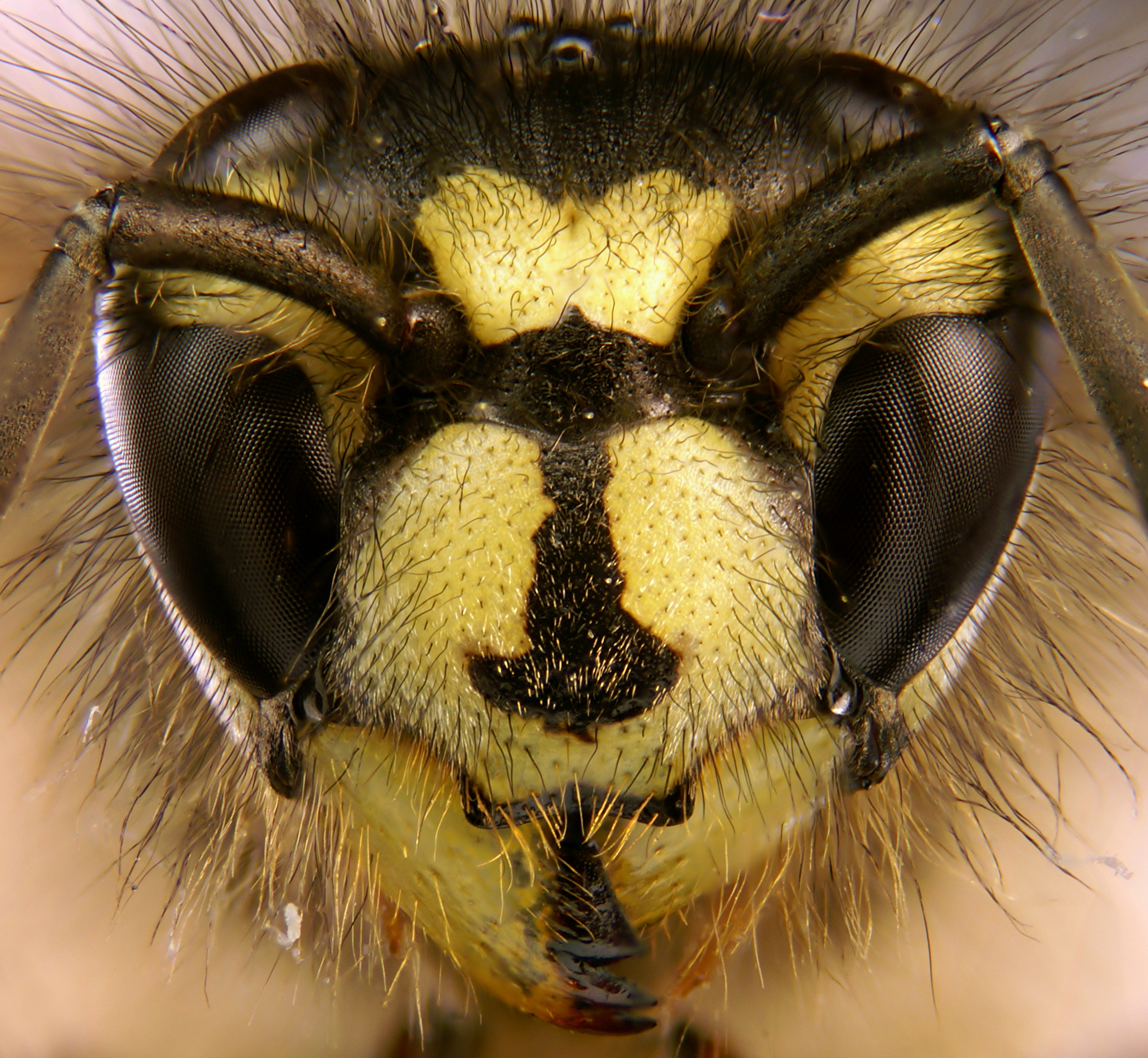
Hlava vosy

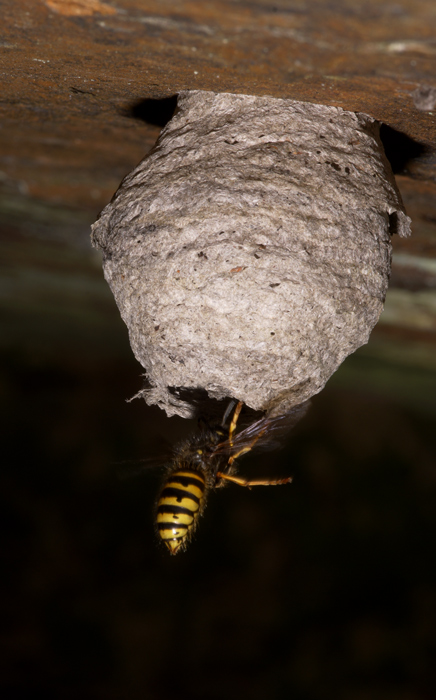
Vosí hnízdo

Vosy si staví své hnízdo obvykle v zemi, např. v lesích, podél břehů vod a cest, někdy také v tmavých dutinách nad zemí. Žije v něm celá vosí kolonie čítající i přes 12 000 jedinců ve všech vývojových stádiích. Přezimující oplodněná královna se probouzí na počátku jara, vylétá a vybere si vhodné místo pro založení nové vosí kolonie. Začne se stavbou buněk, do nichž pak klade vajíčka. Vajíčka neklade jen vosí královna, ale i dělnice. Protože se dělnice nepáří, z jejich neoplodněných vajíček se líhnou vosí samci. Královna naproti tomu umí dát život dělnicím i královnám. Z těchto vajíček se později vylíhnou první dělnice, které se samy obvykle nerozmnožují. Ty okamžitě přebírají veškerou péči o hnízdo, královna se dále věnuje jen kladení vajíček, ze kterých se líhnou další dělnice. Koncem léta se z vajíček vylíhnou trubci (s poloviční sadou chromozomů a bez žihadla) a budoucí královny. Jedině oplozené královny zimují, aby mohly příští jaro zase založit novou kolonii. Ostatní obyvatelé hnízda včetně staré královny umírají.

## Potrava

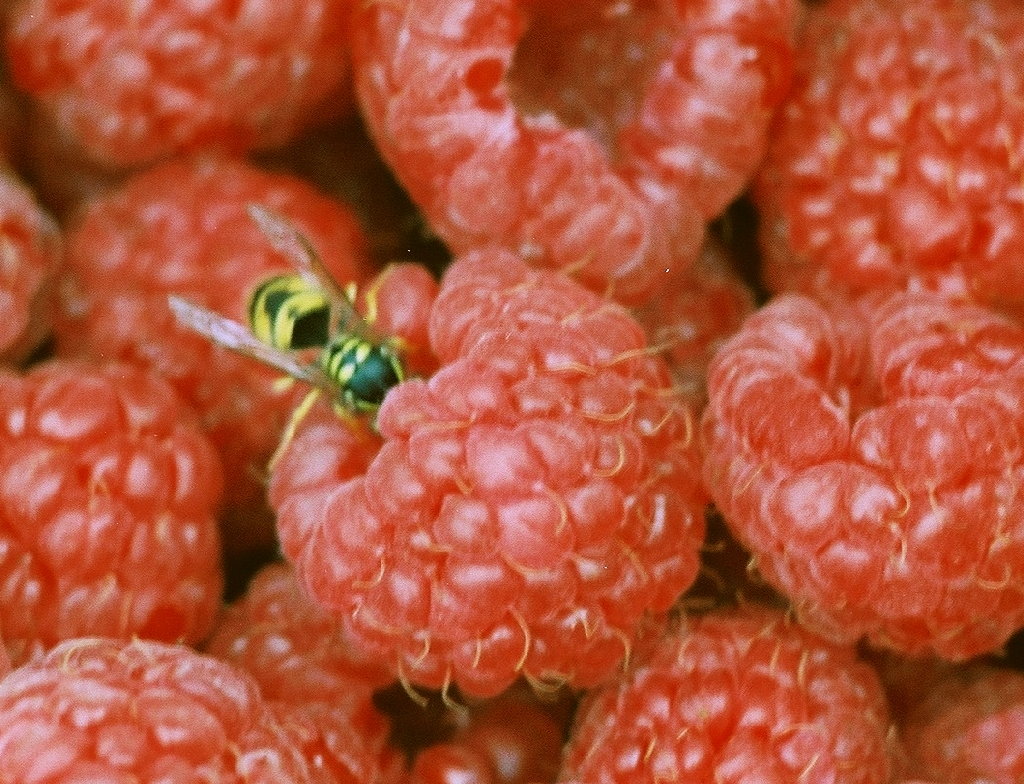
Vosa na malině

Je to především dravec. Loví hmyz, nejraději mouchy, které jsou hlavní složkou její potravy. Neloví letící kořist, ale číhá na sedícího nebo pomalu se pohybujícího jedince.  Důležitou složku jejich potravy tvoří i kapičky sladké šťávy, které vylučují larvy výměnou za donesenou kořist. Tomuto způsobu krmení se říká trofalaxe. Tato šťáva někdy obsahuje i trávicí enzymy, které umožní trávení kořisti i dělnicím.[zdroj?]
Larvy vosy obecné se živí živočišnou potravou, jsou ovšem plně závislé na dělnicích. Ty vyrážejí každý den na lov kořisti, nejčastěji much a různého malého hmyzu, které usmrcují kusadly (občas použijí i žihadlo). Přiživují se i na mršinách, případně na mase a masných výrobcích.

## Rozšíření
Původní areál rozšíření vosy obecné je na Eurasijském kontinentu. Díky člověku se však, podobně jako vosa útočná, rozšířila do nových biogeografických oblastí, na Nový Zéland, do Austrálie a nedávno i do Jižní Ameriky. V nových podmínkách již jejich role nemusí být tak blahodárná jako v původním areálu, protože původní druhy s nimi nemají evoluční zkušenost a mohou chybět i jejich přirození predátoři.
Na Novém Zélandu, kde není žádný původní druh společenských vos, tak vosa obecná dosahuje mimořádně velkých populačních hustot, zejména v pabukových lesích na Jižním ostrově, kde se živí medovicí červců sajících na stromech, a konkuruje tak původním druhům ptáků (zejména nestorům kaka) a rovněž zavlečeným včelám. Vosy rovněž napadají zmíněné včely, a snižují tak významně nejen produkci medu, ale i množství opylených rostlin.
Právě kvůli působení na Novém Zélandu se vosa obecná dostala mezi stovku nejhorších invazních druhů podle Mezinárodní svazu pro ochranu přírody.
Dříve se uvádělo, že vosa obecná žije i v Severní Americe, nicméně se na základě morfologických a genetických výzkumů zjistilo, že se jedná o jiný samostatný druh Vespula alascensis, který byl za vosu obecnou zaměňován.

## Složení jedu
Vosí jed se skládá ze tří základních složek – biogenních aminů a aminokyselin, enzymů a polypeptidů.
- Biogenní aminy jsou produktem dekarboxylace některých aminokyselin. Biogenní aminy způsobují bolestivou reakci na bodnutí.
- Enzymy jsou vysokomolekulární proteinové molekuly. Nejvýznamnější enzymovou složkou je fosfolipáza A2, která má neurotoxické účinky
- Polypeptidy ve vosím jedu nacházíme dva druhy polypeptidů – kininy a mastoparany. Tyto látky mají silný vazodilatační účinek a na krevní kapiláry působí tak, že kapilární stěny ztrácejí svou integritu. Vytváří se silné otoky a je vnímána lokální bolest.

## Hubení
Základním pravidlem při hubení vos je dobře si rozmyslet, jestli je opravdu nutné, neboť vosy jsou přirozenou a potřebnou součástí ekosystémů. Většinou postačí se v jejich přítomnosti chovat obezřetněji. Když už je k takovému řešení potřeba sáhnout, důležité je chránit se před pobodáním vhodným oděvem. Poté se aplikují různé dezinsekční prostředky (insekticidy). Pokud je hnízdo v zemi, likviduje se vykouřením sirným knotem, zalitím hnízda vroucí vodou, nebo použitím insekticidů. Likvidace vos se provádí brzo ráno, nebo pozdě večer, kdy už jsou všechny vosy zpět v kolonii a zvlášť po ránu mohou být ještě ztuhlé chladem a hrozba útoku je menší. Samotné hnízdo je vyrobeno z materiálu připomínajícího papír, je tedy silně hořlavé a může být zničeno spálením na bezpečném místě, poté, co jsou vosy zabity nebo aspoň utlumeny vhodným insekticidem nebo kouřem.
Pro ochranu lidí a zvířat je v nezbytných případech možné přivolat pomoc HZS.